# Baby Killer
Baby Killer (It's Alive!) è un film horror statunitense del 1974, scritto e diretto da Larry Cohen.

## Trama
A Los Angeles, Frank Davis e la moglie Lenore sono in attesa del loro secondo figlio. Frank è un consulente di pubbliche relazioni di successo, sua moglie è una casalinga che si occupa principalmente del loro primo pargolo, Chris.
Quando il bambino sta per nascere, lasciano il primogenito con un amico di famiglia, Charley, e si recano in ospedale.
Il secondo figlio è nato mostruosamente deforme. Subito dopo il parto, uno dei medici tenta di soffocarlo ma il bebè lo uccide, insieme agli altri infermieri. In seguito, il piccolo fugge attraverso il lucernario. Frank scopre la carneficina.
La coppia viene autorizzata a lasciare la struttura, mentre la polizia indaga sulle uccisioni. Il bambino, intanto, si sta incamminando verso casa Davis, uccidendo chiunque incontri.
Licenziato dalla ditta per cui lavora, Frank si mette d'accordo con il tenente Perkins, incaricato del caso, per eliminare il mostro.
Nel frattempo, Lenore viene contattata dal medico di famiglia. Quest'ultimo riferisce alla madre che suo figlio potrebbe essere nato in quello stato a causa di alcuni farmaci prescritti. Comunica, pertanto, alla donna che la creatura dovrà essere sterminata.
Mentre Frank si reca in una scuola locale, dove è stata segnalata un'intrusione, il bambino giunge a casa. Lenore lo nasconde nel seminterrato.
Chris, sentendosi solo, fugge dalla casa di Charley per tornare nella sua dimora.
Frank scopre che Lenore ha accolto il bambino. Prende una pistola e scende in cantina dove trova Chris intento a parlare con il fratellino. Il padre, tuttavia, decide di sparare al mostro, colpendolo.
L'essere deforme fugge e assalta Charley. Nel frattempo, Frank e Lenore litigano.
La polizia contatta il padre e lo informa che il bambino è stato avvistato nelle fogne. L'uomo prende un fucile e si reca a caccia della creatura. Quando finalmente lo trova, Frank si rende conto che suo figlio è semplicemente spaventato e che a lui non farà alcun male. Si scusa con il piccolo e, dopo averlo avvolto nel suo cappotto, cerca di sfuggire alla polizia.
Uscito dalle fogne, Frank viene accerchiato dalle autorità. Implora di non colpire il bebè ma, alla fine, per il secondogenito non c'è più niente da fare.

## Produzione
L'idea della realizzazione visiva del bambino è stata curata da Rick Baker. Cohen contattò l'artista durante le riprese de L'esorcista.
Il budget di produzione fu di circa 500 000 dollari.

## Distribuzione
Uscito in sala nel 1974, il film si rivelò un completo fallimento. Tre anni dopo, la pellicola venne ridistribuita con una nuova campagna pubblicitaria, di maggiore impatto. Fu un successo nazionale. La Warner Bros. incassò circa 7 milioni di dollari, solo negli USA.

## Accoglienza
La rivista FilmTv recensisce positivamente l'opera di Cohen («Celebre horror di serie B (...) Dietro alle carneficine, una metafora precisa, quella del "parto" e del dolore»).
Morando Morandini, all'interno del suo dizionario omonimo, assegna tre stelle su cinque alla pellicola, commentando: «Orrore e tensione notturna molto efficaci».

## Premi
- 1975 - Festival internazionale del film fantastico di Avoriaz
  - Premio Speciale della Giuria (Larry Cohen)

## Opere derivate
Il regista Larry Cohen ha diretto due sequel: It Lives Again, uscito nel 1978, e Baby Killer III (1987).
Nel 2008 è stato realizzato un remake omonimo.
Nel 1977 dal film è stata tratta una trasposizione letteraria intitolata It's Alive, opera di Richard Woodley.

## Influenza culturale
- Nello stesso periodo uscì un altro film dalla trama molto simile: Sharon's Baby.
- Il look del bambino/mostro è stato fonte di ispirazione per Creepozoids (1987).
- In uno dei livelli del videogioco Blood è presente una citazione al lungometraggio.